# Mati Unt

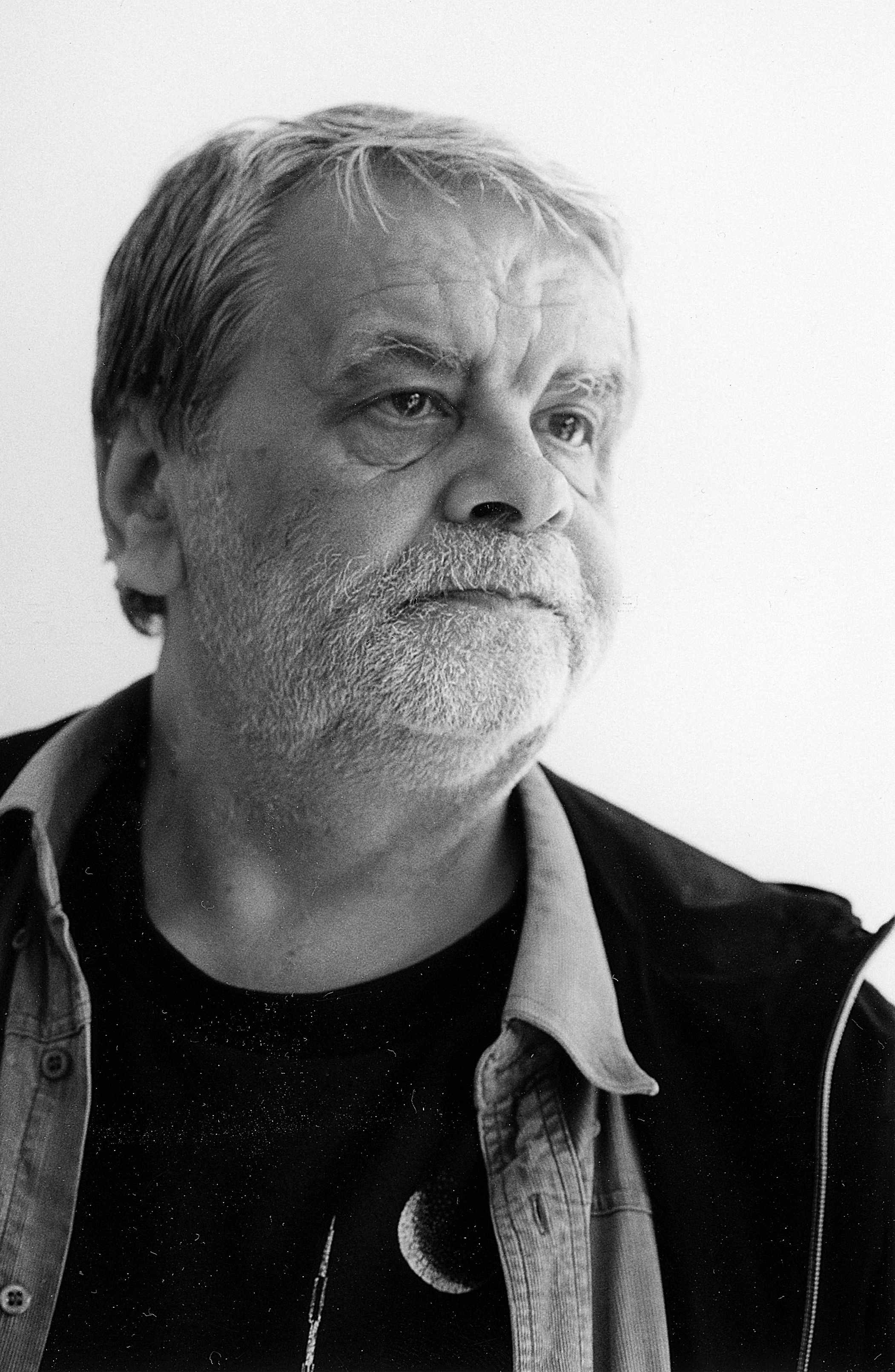
Mati Unt 2001

Mati Unt (* 1. Januar 1944 in Linnamäe, Gemeinde Voore, Kreis Dorpat, Generalkommissariat Estland; † 22. August 2005 in Tallinn) war ein estnischer Schriftsteller, Theaterregisseur, Übersetzer und Literaturkritiker.

## Leben
Mati Unt besuchte von 1951 bis 1958 die Dorfschule von Leedimäe (Kreis Jõgeva) und legte 1962 sein Abitur in Tartu ab. Bis 1967 studierte er Journalistik an der Universität Tartu.
1966–1972 arbeitete Mati Unt am Theater Vanemuine in Tartu, 1974–1981 war er künstlerischer Leiter am „Theater der Jugend“ in Tallinn, dem heutigen Tallinner Stadttheater. Die folgenden zehn Jahre (1981–1991) war er dort Regisseur, und danach von 1992 bis 2003 Regisseur am Dramatheater in Tallinn. Daneben inszenierte er auch an zahlreichen renommierten in- und ausländischen Theatern. Die letzten Jahre lebte er als freischaffender Künstler in Tallinn. 2005 bekleidete er die Professur der freien Künste an der Universität Tartu.
Mati Unt war seit 1966 Mitglied des Estnischen Schriftstellerverbandes und von 1976 bis 1981 dessen Sekretär. Er war einer der Unterzeichner des Briefs der Vierzig im Herbst 1980.

## Werk
Mati Unt debütierte 1963 als 19-jähriger Abiturient in einem Schüleralmanach mit der Erzählung „Lebwohl, gelbe Katze“, worin er ein ungeschöntes Bild von seinem Innenleben gibt, was damals ein Novum in der estnischen Literatur war. Er berichtet von seinen Idealen und Ängsten, behandelt Sinnfragen des Lebens und die Probleme mit der Elterngeneration, und auch die erste Liebe kommt selbstverständlich zur Sprache. Der Text wurde 1964 in einer Zeitschrift erneut abgedruckt und kam 1967 noch einmal als Buch heraus. Seine Wirkung auf die jüngere Generation ist mit der von J. D. Salingers Der Fänger im Roggen vergleichbar.
Unt legte danach regelmäßig weitere Prosatexte vor, die schnell über die jüngere Generation hinaus große Popularität erlangten. Gemeinsam mit Arvo Valton und Enn Vetemaa war er der wichtigste Prosaerneuerer der 1960er- und 1970er-Jahre. Seinen größten, auch internationalen Erfolg erzielt er mit dem Roman Herbstball (1979, Deutsch 1987, s. u.), der in über zehn Sprachen übersetzt worden ist. Hierin beschreibt er das Schicksal von fünf Personen, die im Tallinner Stadtteil Mustamäe wohnen. Sie stehen in keinerlei Beziehung zueinander und illustrieren die Lebenssituation in einem modernen Vorort einer Großstadt in den 1970er-Jahren: Anonymität, Vereinsamung und Langeweile des urbanisierten Lebens. Lediglich der immer wieder aufblitzende Humor des Autors verhindert, dass die Lektüre deprimierend wird, wenngleich der modernen Städtebaupolitik durchaus ein düsteres Denkmal gesetzt wurde.
In den 1990er-Jahren wurde Mati Unt zum Hauptvertreter der Postmoderne in Estland. Bezeichnend hierfür sind seine Romane Dinge in der Nacht (1990), Blutspenders Merkheft (1990) und Brecht bricht ein in der Nacht (1996), wobei letzterer diesen deutschen Paralleltitel vom Autor selbst verpasst bekommen hatte. Alle Texte verwenden die Collagetechnik und vermischen Fakt und Fiktion zu einem unentwirrbaren Knäuel. Anfang der 1990er-Jahre hatte Unt innerhalb der estnischen Kultur einen Picasso vergleichbaren Status erreicht, so dass „alles, was er schreibt, große Literatur [ist]. Auch dann, wenn er Trivialtexte verwendet oder einfach dummes Zeug quasselt“, wie es ein Kritiker formulierte.
Ebenso wichtig waren Unts Theaterstücke, die schon frühzeitig einen neuen und unkonventionellen Weg einschlugen. Er verfremdete dabei häufig alte Mythen und verkehrte ihre Botschaft ins Absurde. In dem Schauspiel Phaeton, Sohn der Sonne (1968) wird der bekannte griechische Sagenstoff verfremdet: Anders als dort gelingt Phaeton das Lenken des Sonnenwagens nämlich sehr gut, sodass Hades mit den Worten „Wenn der Zufall nicht funktioniert, muss ich den Zufall vertreten“ ihn kurzerhand abschießt. „Damit ist die Botschaft umgekehrt: Im griechischen Mythos ist es die Hybris der Jugend, die ins Unglück führt, bei Unt ist es der Starrsinn der Alten, der das Unglück herbeiführt.“ Außerdem hat Unt zahlreiche Klassiker der Weltliteratur inszeniert und Filmdrehbücher geschrieben.

## Rezeption im deutschsprachigen Raum
Auf Deutsch liegen zwei Romane von Mati Unt vor:
- Herbstball. Szenen aus dem Stadtleben. Übersetzt von Wolfgang Köppe (aus dem Russischen). Berlin und Weimar: Aufbau 1987. 236 S. (Edition Neue Texte)[7]

- reden und schweigen. Aus dem Estnischen von Cornelius Hasselblatt. Frankfurt/M.: dipa 1992. 123 S.[8]

Außerdem sind mehrere seiner Kurzgeschichten in verschiedenen Anthologien publiziert worden:
- Das Katzenhaus – Der Geburtstag – Alars Traum. Übersetzt von Siegfried Behrsing, in: Der letzte Strandräuber. Estnische Erzählungen aus sieben Jahrzehnten. Ausgewählt von Alexander Baer, Welta Ehlert, Nikolai Sillat. Berlin: Verlag Volk und Welt 1975, S. 375–384.

- Der Zwischenfall im Theater. Übersetzt von Aivo Kaidja, in: Estnische Novellen. Ausgewählt von Endel Sõgel. Tallinn: Perioodika 1979, S. 418–422.

- Der Ritt über den Bodensee. Übersetzt von Haide Roodvee, in: Das Schauspiel. Neuere estnische Kurzprosa. Ausgewählt von Endel Mallene. Tallinn: Perioodika 1983, S. 113–130.

- Die Rache des Fisches. Übersetzt von Haide Roodvee, in: Der gütige Beschützer der Schiffersleut'. Estnische Kurzprosa aus vier Jahrzehnten. Ausgewählt von August Eelmäe. Tallinn: Perioodika 1984, S. 150–152.

Im Herbst 1993 wurde Unts Stück Männermörderinnen im Rahmen der „Hammoniale '93. Festival der Frauen“ aufgeführt.

## Auszeichnungen

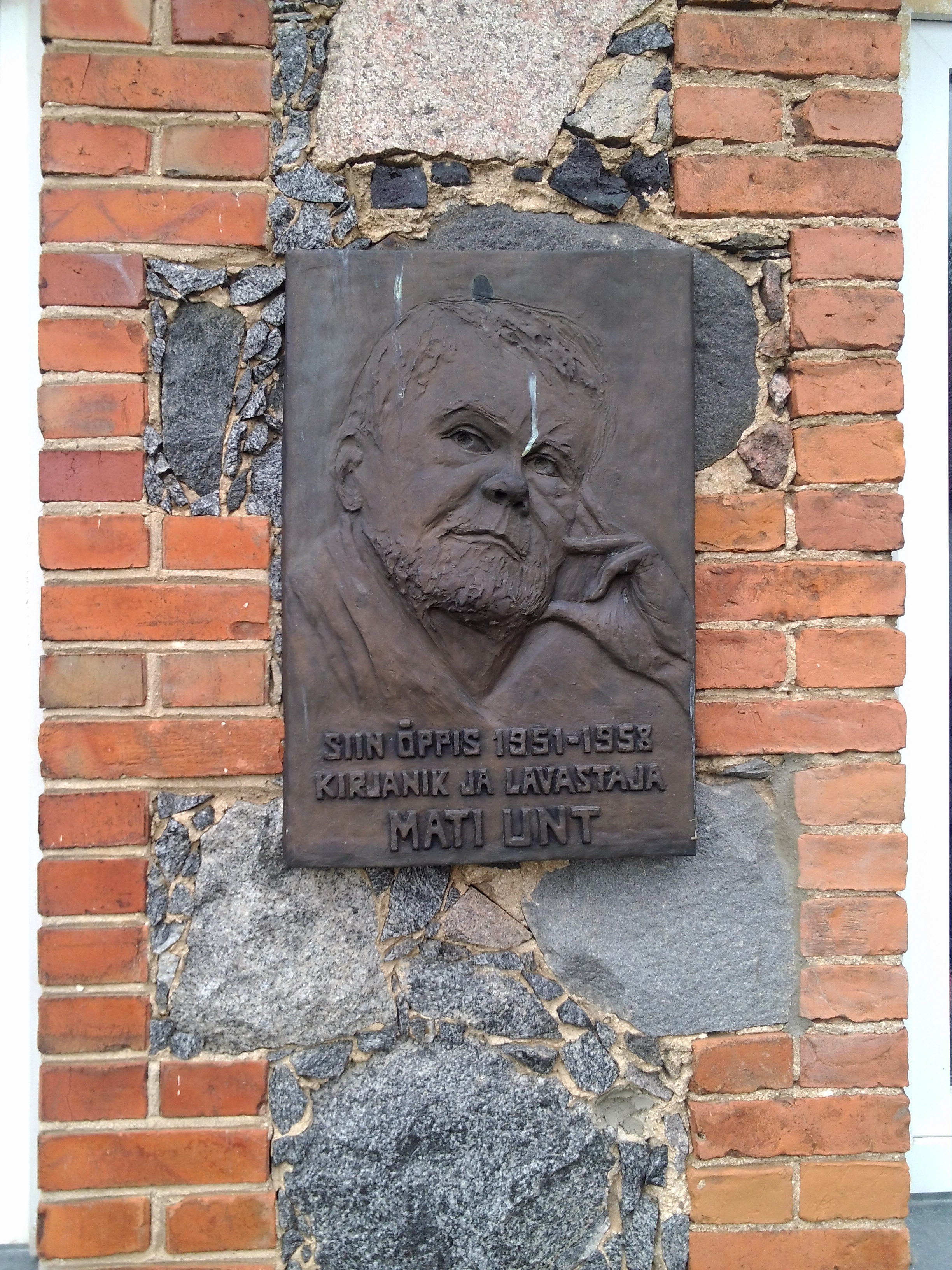
Gedenktafel an dem Haus, in dem Mati Unt von 1951 bis 1958 zur Schule ging.

- 1976 Friedebert-Tuglas-Novellenpreis
- 1977 Juhan-Smuul-Preis
- 1980 Juhan-Smuul-Preis
- 1980 Verdienter Schriftsteller der ESSR
- 1987 Juhan-Smuul-Preis
- 1990 Regisseurspreis des Estnischen Theaterverbandes
- 1990 Priit-Põldroos-Preis
- 1990 Polnischer Orden für kulturelle Verdienst
- 1995 Jahrespreis des Estnischen Kulturkapitals (Essayistik)
- 1999 Aleksander-Kurtna-Preis
- 2000 Orden des weißen Sterns, III. Klasse
- 2001 Friedebert-Tuglas-Novellenpreis
- 2001 Regisseurspreis des Estnischen Theaterverbandes
- 2001 Staatlicher Kulturpreis
- 2002 Kulturpreis der Republik Estland
- 2004 Jahrespreis des Estnischen Kulturkapitals (Drama)

## Bibliografie

### Romane und Erzählungen
- Hüvasti, kollane kass ('Lebwohl, gelbe Katze'), in: Tipa-tapa. Tartu 1963. 303 S.
- Hüvasti, kollane kass. Võlg ('Lebwohl, gelbe Katze'. 'Die Schuld'). Tallinn: Eesti Raamat 1967. 215 S.
- Elu võimalikkusest kosmoses ('Über die Möglichkeiten des Lebens im Kosmos'). Tallinn: Perioodika 1967. 61 S.
- Mõrv hotellis ('Mord im Hotel'). Tallinn: Perioodika 1969. 214 S. (gemeinsam publiziert mit Phaethon, päikese poeg) (Loomingu Raamatukogu 1–2/1969)
- Kuu nagu kustuv päike ('Ein Mond wie eine verlöschende Sonne'). Tallinn: Eesti Raamat 1971. 214 S.
- Mattias ja Kristiina ('M. und K.'). Tallinn: Eesti Raamat 1974. 168 S.
- Via regia. Tallinn: Perioodika 1975. 63 S. (Loomingu Raamatukogu 9/1975)
- Must mootorrattur ('Der schwarze Motorradfahrer'). Tallinn: Eesti Raamat 1976. 190 S.
- Sügisball ('Herbstball'). Tallinn: Eesti Raamat 1979. 182 S.
- Räägivad ('reden'). Tallinn: Perioodika 1984. 76 S. (Loomingu Raamatukogu 38–39/1984)
- Räägivad ja vaikivad ('reden und schweigen'). Tallinn: Eesti Raamat 1986. 204 S.
- Öös on asju ('Dinge in der Nacht'). Tallinn: Eesti Raamat 1990. 221 S.
- Doonori meelespea ('Blutspenders Merkheft'). Tallinn: Kupar 1990. 188 S.
- Tere, kollane kass! ('Hallo, gelbe Katze'). Tallinn: Kupar 1992. 141 S.
- Brecht ilmub öösel ('Brecht bricht ein in der Nacht'). Tallinn: Kupar 1997. 286 S.

### Theaterstücke
Die Theaterstücke sind nicht alle im Druck erschienen, hier werden die Jahre der Uraufführung genannt.
- See maailm või teine ('Die oder eine andere Welt'), 1966
- Phaethon, päikese poeg ('Phaethon, Sohn der Sonne'), 1968
- Viimnepäev ('Der jüngste Tag'), 1972
- Kolm põrsakest ja hea hunt ('Drei Ferkel und der gute Wölf'), 1973
- Good-by, baby, 1975
- Kümme neegrit ('Zehn Schwarze'), 1976
- Peaproov ('Generalprobe'), 1977
- Vaimude tund Jannseni tänaval ('Geisterstunde in der Jannsenstraße'), 1984
- Huntluts ('Wolfsquappe'), 1999; nach Motiven von Oskar Luts[10]
- Graal! ('Der Gral'), 2001
- Meister ja Margarita ('Meister und Margarita'), 2001
- Vend Antigone, ema Oidipus ('Bruder Antigone, Mutter Oidipus'), 2006, nach Motiven von Sophokles und Euripides

### Essayistik
- Kuradid ja kuningad. Teatri  ja filmikirjutisi aastaist 1965–1980 ('Teufel und Könige. Schriften zu Theater und Film aus den Jahren 1965–1980'). Tallinn: Eesti Raamat 1989. 245 S.
- Ma ei olnud imelaps ('Ich war kein Wunderkind'). Tallinn: Eesti Raamat 1990. 205 S.
- Argimütoloogia sõnastik 1983–1993 ('Glossar der Alltagsmythologie 1983–1993'). Tln: Kupar 1993, 220 S.
- Vastne argimütoloogia ('Neue Alltagsmythologie'). Tallinn: Vagabund 1996. 125 S.
- Sirise, sirise, sirbike. Sirbimütoloogiad 1997–2002 ('Sause, sause, Sichelchen. Sichelmythologien 1997–2002'). Tallinn: Sirp 2003. 166 S. (Sirbi raamat 4/2003)
- Theatrum mundi. Tartu: Ilmamaa 2004. 389 S. (Eesti mõttelugu 57)